# آندری گپونوف گرخوف
آندری گپونوف گرخوف (روسی: Андрей Викторович Гапонов-Грехов؛ زادهٔ ۷ ژوئن ۱۹۲۶ – ۲ ژوئن ۲۰۲۲) دانشمند در زمینه فیزیک اهل اتحاد جماهیر شوروی سوسیالیستی بود.
وی همچنین برندهٔ جوایزی همچون نشان زرین لومونسف، نشان لنین، نشان انقلاب اکتبر، و جایزه دولتی اتحاد شوروی شده‌است.